# Kondor György
Kondor György (Budapest, 1921. január 5. – Dachau, 1945. január 10.) magyar festő, grafikus.

## Életpályája
Autodidakta módon tanult. 1935-ben gyári munkás volt. 1937-től volt kiállító művész. 1940-ben részt vett a szocialista művészcsoport újraalakításában; nevük Szocialista Képzőművészek lettek. 1942-ben 3 éves fegyházra ítélték. 
Tagja volt a Magyarországi Szociáldemokrata Pártnak. A Terézvárosi szocialista ifjúság vezetője volt. Az Országos Intéző Bizottság tagja volt. 

## Művei
- Csendélet mosdóval (1939)
- Hajnal a vonaton (1941)